# Апрелева, Елена Ивановна
Елена Ивановна Апрелева (при рождении — Бларамберг, псевдоним — Е. Ардов) (24 февраля (8 марта) 1846, Оренбург — 4 декабря 1923 года, Белград) — русский прозаик, переводчик, педагог.

## Биография
Родилась в семье военного геодезиста, генерал-квартирмейстера Отдельного Оренбургского корпуса Ивана Фёдоровича Бларамберга и его жены Елены Павловны (урождённой Мавромихали). Её братья: Владимир Иванович Бларамберг (1843—1895) — крымский правовед; Павел Иванович Бларамберг (1841―1907) ― композитор.
Получила домашнее образование и под влиянием просветительских идей 1860-х годов готовилась вначале к педагогической деятельности, выдержав в 1868 году экзамен при Санкт-Петербургском университете на звание домашней учительницы.
Сотрудничала в журнале «Русская старина», делала переводы и компиляции статей по вопросам народного образования для «Журнала Министерства Народного Просвещения» и «Народной школы»; в 1870 году составила книгу: «Игры и занятия для детей». В 1871 году издатель журнала «Семья и школа», Ю. И. Симашко, предложил ей редактировать «Детский отдел» этого журнала; под её редакцией вышло 7 первых книжек, в которых были помещены написанные ею «Очерки Сибири».
В 1872 году уехала за границу: в Праге и Дрездене изучала устройство детских садов и начальных школ; 3 семестра слушала лекции на философском факультете Женевского университета. Вследствие тяжелой болезни была вынуждена оставить университет и вернуться в Россию. Однако в 1876 году она вновь уехала за границу, жила в Париже, где при содействии И. С. Тургенева завершила свою первую повесть «Без вины виноватые»; в 1877 году он был напечатан в «Вестнике Европы».
Дальнейшие её романы и повести печатались в журнале «Дело» («Васюта», «Руфина Каздоева»), «Русская Мысль» («Паночка», «Выдающаяся женщина», «Графинюшка»), «Нива» («Тимофей и Анна», «Narcissus Poeticus» дневник); в сборниках: «Дело» («Наша княжна»; М., 1899), «На помощь учащимся женщинам» («Натуся Кузьмы Кузьмича»; М., 1901); в детских журналах: «Детское чтение», «Детский отдых», «Родник». В «Русских Ведомостях» она поместила «Крымские очерки», эскизы, рассказы, «Среднеазиатские очерки» (с 1893 года напечатано 26 очерков) и статьи: «Из воспоминаний об И. С. Тургеневе» (январь 1904 года), «У Алексея Феофилактовича Писемского» (1905), «Муки редактора. Памяти Н. В. Шелгунова» (1908). На сцене Малого театра в Санкт-Петербурге была поставлена её пьеса «Битые черепки» (1898). Отдельным изданием вышли: «Руфина Каздоева» (СПб., 1892), «Эскизы» (М., 1893) и рассказы для детей среднего возраста «Два мира» (СПб., 1910).
Выйдя замуж за Петра Алексеевича Апрелева (она была третьей по счёту женой) Елена Ивановна уехала с мужем в Туркестан, где и провела свыше 15 лет, сперва в Самарканде, а затем в Ташкенте.
В 1906 году в своем имении Петровское, в Черноморской губернии близ Сочи, шайкой имеритинцев-революционеров на глазах Елены Ивановны был убит её муж, и это ужасное событие вызвало такое потрясение, что она ослепла и практически прекратила свою литературную деятельность. В 1920 году она выехала через Новороссийск в Сербию.
Умерла 4 декабря 1923 года в Белграде. Похоронена на кладбище Топчидер.

## Семья
Муж: Пётр Алексеевич Апрелев (1.10.1841 — 10.09.1906) — подпоручик в отставке, статский советник.
Дети:
- Борис — русский морской офицер, писатель.
- Георгий (1889 — 10.01.1964, Париж) — подполковник Генштаба, в эмиграции — директор кадетского корпуса в Версале[3].

## Рекомендуемая литература
- Une disciple de Tourgueniev: Elena Blaramberg — Ardov — Apreleva (1846—1923). Pour le cent cinquantenaire de sa naissance [Ученица Тургенева: Елена Бларамберг — Ардов — Апрелева (1846—1923). Сто пятьдесят лет со дня рождения] / Tamara Zviguilsky // Cahiers. Ivan Tourgueniev, Pauline Viardot, Maria Malibran / ред. Alexandre Zviguilsky. — Paris, 1977.